# سرژ لاما
سرژ لاما (به انگلیسی: Serge Lama) با نام اصلی سرژ کلود برنارد شووی (به انگلیسی: Serge Claude Bernard Chauvier) (زاده ۱۱ فوریه ۱۹۴۳) خواننده فرانسوی است.
او نماینده فرانسه در یوروویژن ۱۹۷۱ بود.